# Praça do Povo (Funchal)

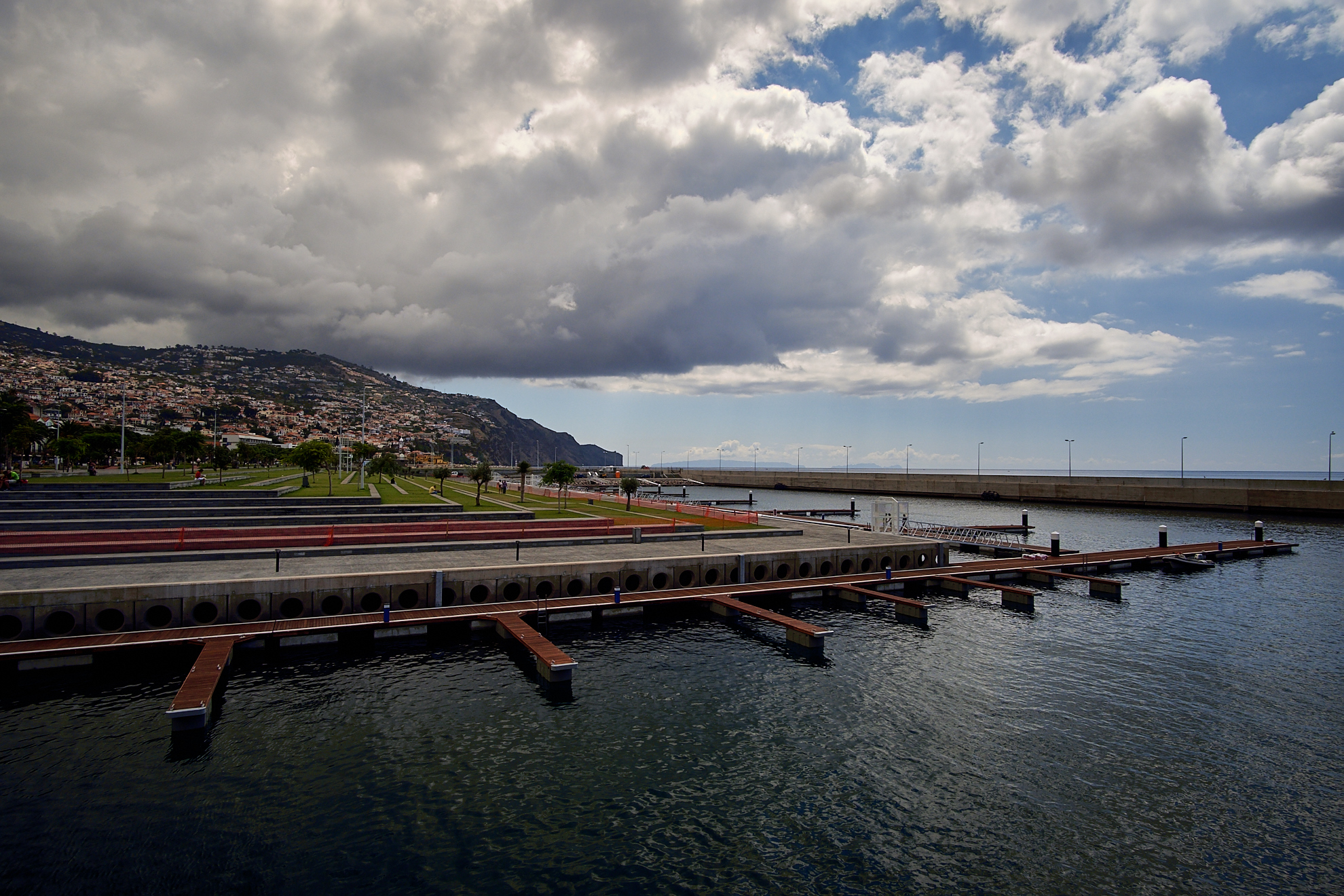
Praça do Povo

A Praça do Povo é uma promenade ajardinada e sobranceira ao oceano na marginal do Funchal, na ilha da Madeira. É ladeada a norte pela Avenida do Mar e das Comunidades Madeirenses e a sul pelo mar, estendendo-se desde o cais, próximo do Palácio de São Lourenço e do começo da Avenida Gonçalves Zarco, até à Praça da Autonomia. Em frente à praça, a norte, localizam-se notoriamente, entre outros, os edifícios da Assembleia Legislativa da Madeira, da Guarda Nacional Republicana, da Capitania do Porto do Funchal e da Alfândega do Funchal.

A praça foi construída como solução para o aterro criado naquela zona da baía da cidade em resultado das enxurradas de 20 de fevereiro de 2010. A sua inauguração deu-se a 7 de novembro de 2014.

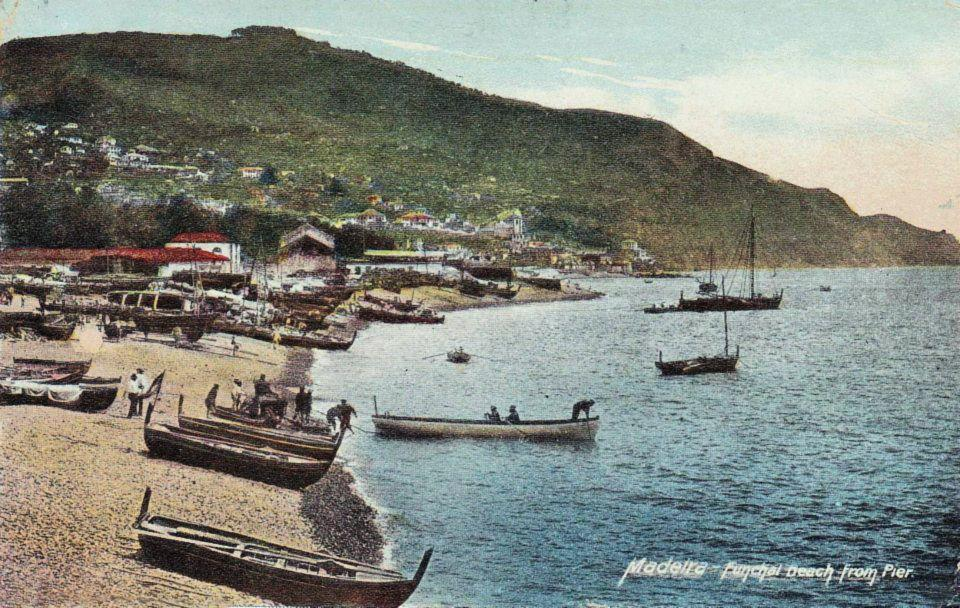
Praia da cidade, c. 1900, onde hoje se encontra a Praça do Povo
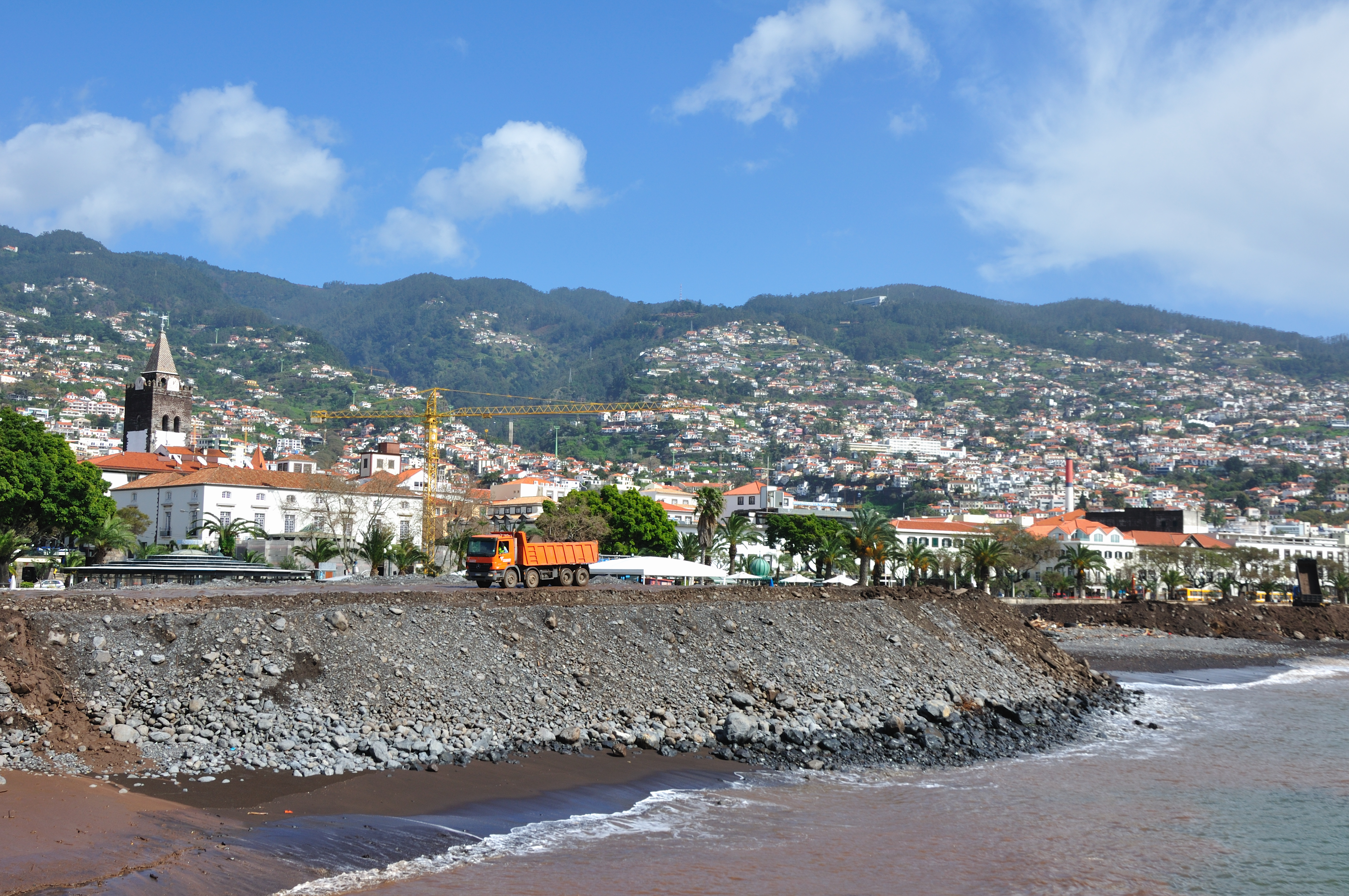
Aterro resultante dos temporais de 2010, visto do cais
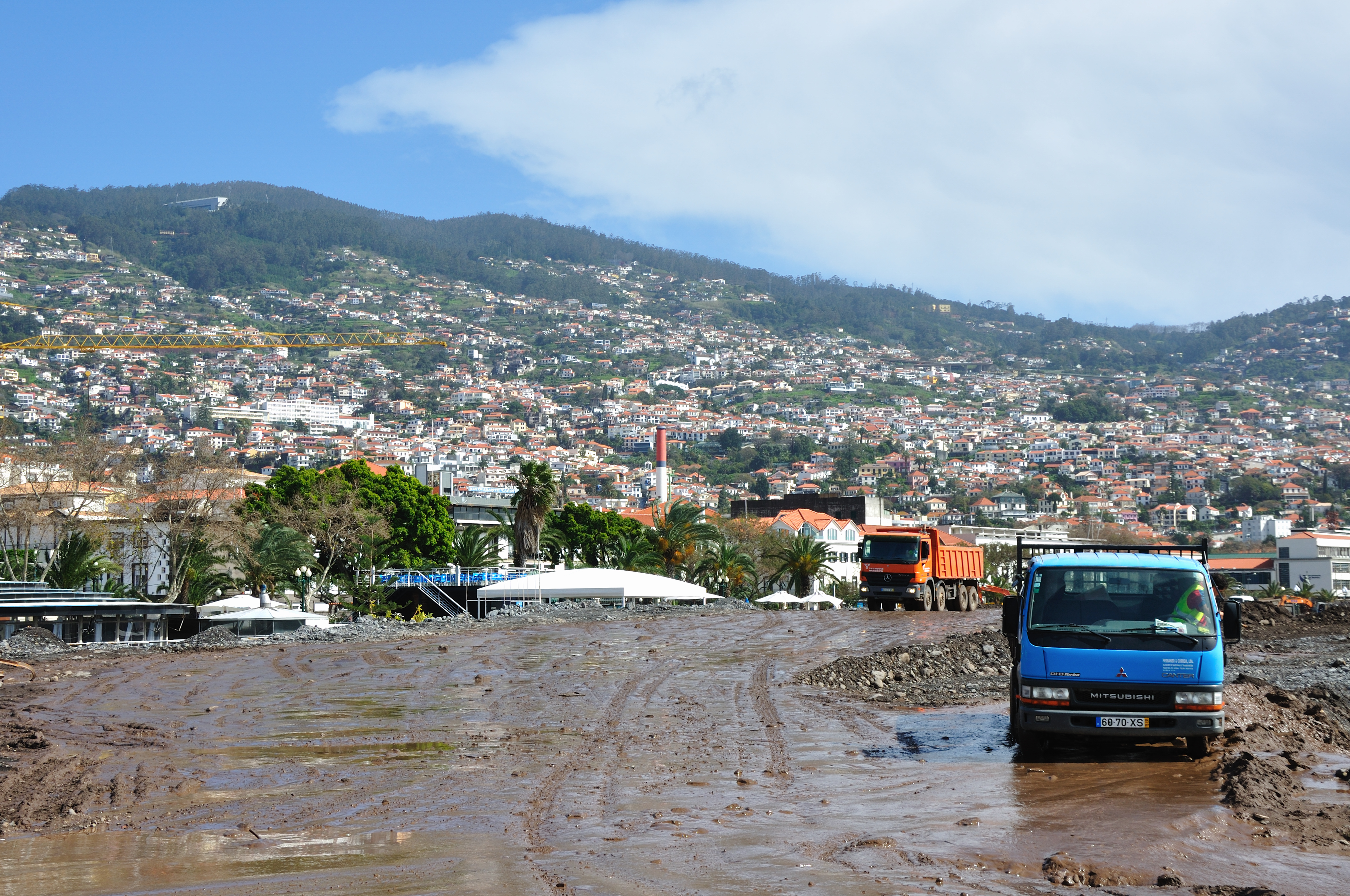
Aterro sobre o qual se fez a Praça do Povo